# Придолинный (Новосибирская область)
Придолинный — посёлок в Тогучинском районе Новосибирской области. Входит в состав Кировского сельсовета.

## География
Площадь посёлка — 33 гектара.

## История
В 1976 г. Указом Президиума ВС РСФСР посёлок центральной отделения  №4 совхоза «Завьяловский» переименован в Придолинный.

## Население
| 2002 | 2007 | 2010 |
| ---- | ---- | ---- |
| 194  | ↘191 | ↘161 |

## Инфраструктура
На посёлке по данным на 2007 год функционирует 1 учреждение образования.